# Dojca
Dojca – jest prawobrzeżnym dopływem Północnego Kanału Obry, do którego uchodzi w 125,6 km. Całkowita długość cieku to 42,6 km, a powierzchnia zlewni to 290,6 km². Rzeka wypływa na terenie lotniska w miejscowości Kąkolewo. Według innych źródeł ma swój początek na południowy zachód od miejscowości Sątopy (powyżej Nowego Tomyśla) lub w miejscowości Sworzyce, albo w Rojewie. Jej dopływami lewostronnymi są dopływ z Albertowska i dopływ z Błońska. W granicach zlewni Dojcy znajdują się 4 jeziora, są to: Brajec, Wioska, Wolsztyńskie i Berzyńskie. Teren zlewni rzeki jest w większości zalesiony z niewielkim udziałem pól uprawnych.
Rozlewiska Dojcy przy Jeziorze Wolsztyńskim są obszarem chronionym pod względem przyrodniczym.